# Einer Jensen (bokser)
 For alternative betydninger, se Einer Jensen. (Se også artikler, som begynder med Einer Jensen)
Einer Anton Jensen (født 6. marts 1899, død 18. februar 1976) var en dansk bokser som deltog under Sommer-OL 1920.
I 1920 blev han elimineret i første runde i vægtklassen fluevægt under Boksning under Sommer-OL 1920, efter at han tabte en kamp mod den kommende bronzemedaljevinder William Cuthbertson.